# John Madara
John Madara född John L. Medora den 28 april 1936, var en amerikansk låtskrivare och musikproducent. Tillsammans med David White och Arthur Singer skrev han låten "At the Hop", som Danny & The Juniors hade en hit med 1957.

## Fotnoter
1. ↑  Internet Broadway Database, Internet Broadway Database person-ID: 505461, läst: 9 oktober 2017.[källa från Wikidata]